# پلیکان خاکستری

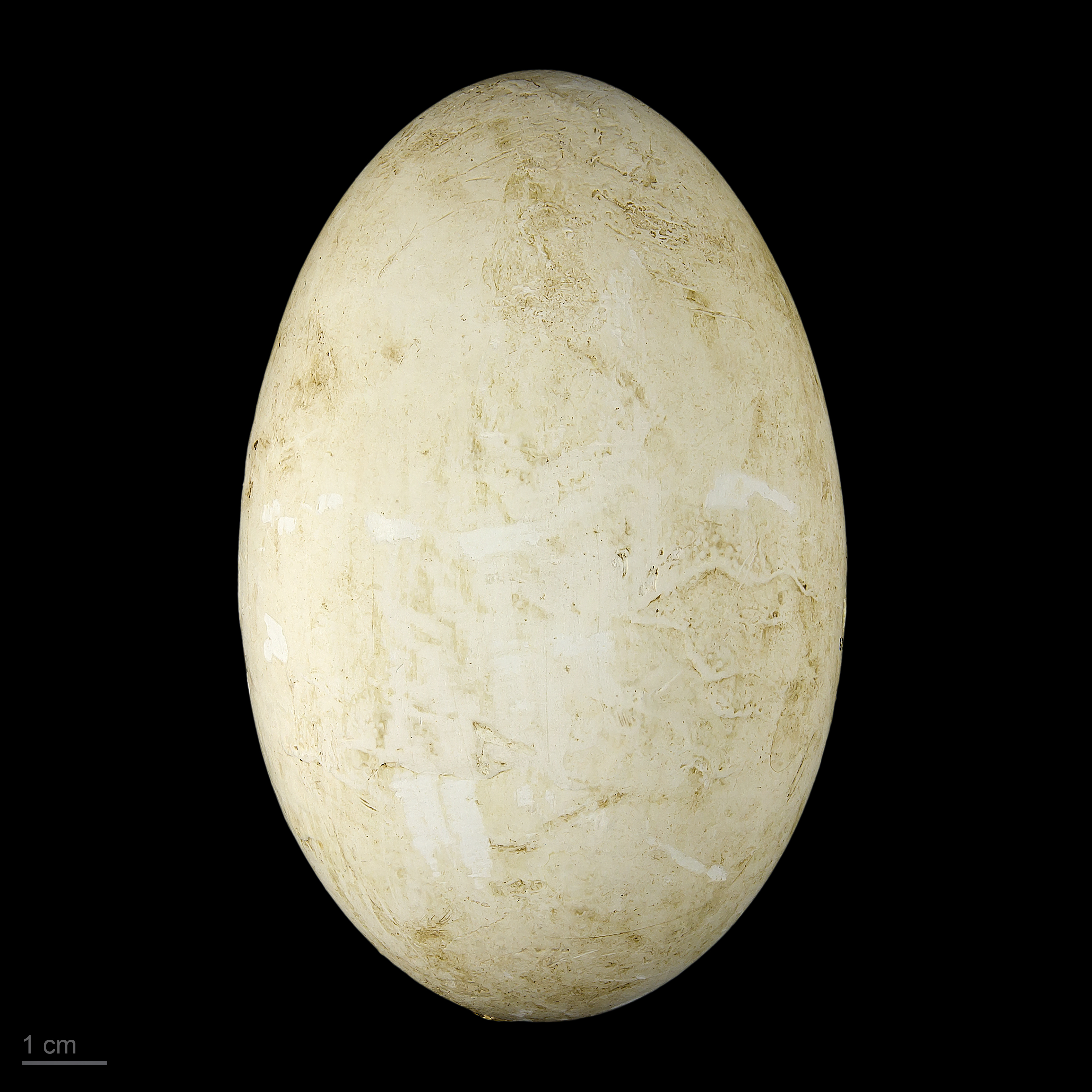
Pelecanus crispus

پلیکان خاکستری یا مرغ سقای خاکستری یا مرغ سقای کاکُلی (نام علمی: Pelecanus crispus) گونه‌ای پرنده از راسته پلیکان‌سانان و خانواده پلیکانان است. با داشتن طولی برابر ۱۷۰ سانتی‌متر و وزنی تا ۱۵ کیلوگرم این پرنده بزرگترین پلیکان، بزرگ‌ترین پرنده آب شیرین در رقابت با برخی از قوهای بزرگ است و حتی یکی از بزرگ‌ترین پرندگان به‌شمار می‌رود. این پرنده در مواقعی از سال مهاجرت داشته و در زمستان‌ها به مناطق گرم تر مهاجرت می‌کند. تا کنون زیرگونه ای برای این پرنده ثبت نشده‌است. محل زندگی پلیکان پاخاکستری از سراسر اوراسیا، جنوب شرقی اروپا تا هند و چین و تایوان است. غذای این پرنده، ماهی، دوزیستان و پرندگان کوچک است.

## ویژگی‌های ریخت‌شناسی
طول بدن پلیکان خاکستری ۱۷۰–۱۹۰ سانتی‌متر و وزن آن ۱۱–۱۵ کیلوگرم است. فاصلهٔ میان دو بال این پرنده به هنگام باز شدن کامل نزدیک به ۳ متر است. پلیکان خاکستری اندکی بزرگ‌جثه‌تر از مرغ سقای سفید است. جنس نر آن بزرگ‌تر از جنس ماده است.
رنگ بدن این پرنده سفید چرکی است و کاکل ندارد، اما پرهای پشت سرش اندکی بلند و مجعد هستند و رنگ روشن صورتی در پر و بالش دیده نمی‌شود. پاهای آن خاکستری سربی هستند و بر خلاف پلیکان سفید، در زیر بال‌های خود سیاهی ندارد. پشت آن اندکی نقره‌ای‌وار است و لکهٔ بزرگی به رنگ زرد در پایین گلویش دیده می‌شود. در اطراف چشم‌ها، حلقه‌ای خاکستری همانند رنگ پاهایش وجود دارد. پرندهٔ نابالغ به رنگ قهوه‌ای کمرنگ و به پرندهٔ نابالغ مرغ سقای سفید شبیه است.

## زیستگاه

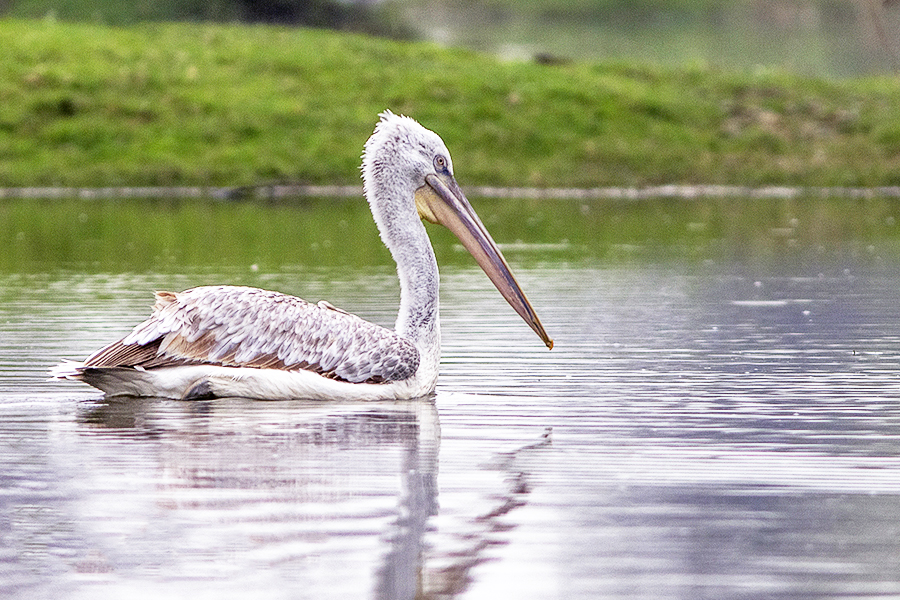
پلیکان خاکستری

پلیکان خاکستری در آب دریاچه‌های کم‌عمق شور و شیرین، رودخانه‌ها، تالاب‌ها، باتلاق‌ها، و کرانه‌ها زندگی می‌کند. این پرنده مهاجر است و بر اساس عواملی چون شرایط محیط، دمای هوا و میزان طعمه در فصول مختلف سال در مناطق متفاوتی حضور دارد. این پلیکان در بسیاری از قسمت‌های اروپا و آسیا از سواحل مدیترانه تا مناطق شمالی اروپا و اطراف رود دانوب و از خلیج فارس تا سیبری و روسیه در شمال تا چین و هند و شرق آسیا قابل مشاهده است و همچنین در سراسر ایران نیز به زندگی و مهاجرت می‌پردازد. دریاچه بختگان، دریاچه پریشان، جزیره قشم، و دریاچه هامون از جمله مکان‌های زیست فصلی این پرنده در ایران هستند.